# Sedale Threatt
Sedale Eugene Threatt (Atlanta, Georgia, 10 de septiembre de 1961) es un exjugador de baloncesto estadounidense que jugó 14 temporadas en la NBA, además de hacerlo en la liga francesa, la liga griega y la liga suiza. Con 1.88 metros de estatura, lo hacía en la posición de base.

## Trayectoria deportiva

### Universidad
Jugó durante cuatro temporadas con los Golden Bears del Instituto de Tecnología de la Universidad de Virginia Occidental, en las que promedió 20,7 puntos, 5,4 asistencias y 3,7 rebotes por partido. Allí llegó a convertirse en el máximo anotador histórico de su universidad, siendo elegido en sus tres últimas temporadas en el mejor quinteto de la West Virginia Intercollegiate Athletic Conference de la División II de la NCAA.

### Profesional
Fue elegido en la posición 139 del Draft de la NBA de 1983 por Philadelphia 76ers, y a pesar de ser una elección tan tardía, Billy Cunningham, su entrenador, confió en él, actuando en su primera temporada como tercer base del equipo, por detrás de los titulares Maurice Cheeks y Andrew Toney, acabando su primer año con 3,3 puntos por partido. En la temporada 1985-86, ya con Matt Guokas en el banquillo, aprovechó la lesión de Toney, que le hizo perderse gran parte de la temporada , para llegar a aparecer en 27 ocasiones en el quinteto titulat, subiendo sus estadísticas hasta los 9,9 puntos y 2,8 asistencias por partido.
Al año siguiente renovó por tres temporadas más con los Sixers, pero el úntimo día de 1986 fue traspasado a Chicago Bulls a cambio de Steve Colter y una futura ronda del draft. en el equipo de Jordan acabó la temporada, nuevamente como tercera opción en el puesto de base, hasta que comenzada la siguiente fue enviado a Seattle SuperSonics a cambio de Sam Vincent.
En los Sonics comenzó como suplente, pero poco a poco se fue haciendo un hueco en el quinteto titular, hasta que en la temporada 1990-91 jugó 57 partidos desde el inicio, promediando 12,7 puntos y 4,3 asistencias. Al año siguiente los Lakers se fijaron en él como sustituto de un Magic Johnson que se acababa de retirar tras dar positivo en un análisis de sida antes del comienzo de la temporada, y se lo llevaron a cambio de tres segundas rondas del draft en tres años consecutivos.
Titular indiscutible en su primera campaña en el equipo angelino, acabó realizando su mejor temporada como profesional, promediando 15,5 puntos y 7,2 asistencias por partido, pero quedando lejos de su antecesor, y cayendo en primera ronda de playoffs. Se mantuvo como titular en el equipo hasta la llegada de Nick Van Exel en 1993.
Al término de la temporada 1995-96 los Lakers renunciaron a sus derechos sobre el jugador, que firmó poco después por el Racing de Paris de la liga francesa, donde jugó hasta que recibió la llamada de los Houston Rockets, donde ya con 35 años terminó la temporada como tercer base del equipo, promediando 3,3 puntos y 1,9 asistencias por partido.
Prolongó su carrera jugando una temporada en el Gymnastikos S. Larissas de la liga griega, y tras retirarse, volvió con 40 años para disputar cinco partidos con el Lausanne Basket de la liga suiza, donde promedió 13 puntos y 2,4 rebotes.

## Estadísticas de su carrera en la NBA

### Temporada regular
| Temporada | Edad | Equipo              | Liga | P   | TIT | MIN  | TC  | TCA  | %TC  | 3P  | 3PA | %3P  | TL  | TLA | %TL  | R.OF. | R.DEF. | REB | ASIS | ROB | TAP | PER | FP  | PTS  |
| 1983-84   | 22   | Philadelphia 76ers  | NBA  | 45  | 0   | 10.3 | 1.4 | 3.3  | .419 | 0.0 | 0.2 | .125 | 0.5 | 0.6 | .821 | 0.4   | 0.5    | 0.9 | 0.9  | 0.3 | 0.0 | 0.7 | 1.4 | 3.3  |
| 1984-85   | 23   | Philadelphia 76ers  | NBA  | 82  | 0   | 15.9 | 2.3 | 5.1  | .452 | 0.0 | 0.3 | .182 | 0.8 | 1.1 | .733 | 0.3   | 1.0    | 1.2 | 2.1  | 1.0 | 0.2 | 1.2 | 2.1 | 5.4  |
| 1985-86   | 24   | Philadelphia 76ers  | NBA  | 70  | 27  | 25.1 | 4.4 | 9.8  | .453 | 0.0 | 0.3 | .042 | 1.1 | 1.3 | .833 | 0.3   | 1.4    | 1.7 | 2.8  | 1.3 | 0.1 | 1.5 | 2.2 | 9.9  |
| 1986-87   | 25   | TOTAL               | NBA  | 68  | 8   | 21.3 | 3.5 | 7.9  | .448 | 0.1 | 0.5 | .219 | 1.4 | 1.8 | .798 | 0.4   | 1.2    | 1.6 | 3.8  | 1.1 | 0.2 | 1.3 | 2.4 | 8.5  |
| 1986-87   | 25   | Philadelphia 76ers  | NBA  | 28  | 8   | 23.9 | 3.9 | 9.3  | .414 | 0.3 | 0.6 | .438 | 1.5 | 1.9 | .792 | 0.6   | 1.4    | 2.0 | 2.9  | 1.1 | 0.1 | 1.7 | 2.7 | 9.5  |
| 1986-87   | 25   | Chicago Bulls       | NBA  | 40  | 0   | 19.5 | 3.3 | 6.8  | .480 | 0.0 | 0.4 | .000 | 1.3 | 1.7 | .803 | 0.2   | 1.1    | 1.3 | 4.4  | 1.1 | 0.2 | 1.1 | 2.2 | 7.9  |
| 1987-88   | 26   | TOTAL               | NBA  | 71  | 0   | 14.9 | 3.0 | 6.0  | .508 | 0.0 | 0.4 | .111 | 0.8 | 1.0 | .803 | 0.3   | 0.9    | 1.2 | 2.3  | 0.8 | 0.1 | 0.9 | 1.4 | 6.9  |
| 1987-88   | 26   | Chicago Bulls       | NBA  | 45  | 0   | 15.6 | 2.9 | 5.8  | .502 | 0.0 | 0.4 | .100 | 0.7 | 0.9 | .780 | 0.3   | 1.0    | 1.2 | 2.4  | 0.6 | 0.1 | 1.0 | 1.6 | 6.6  |
| 1987-88   | 26   | Seattle SuperSonics | NBA  | 26  | 0   | 13.6 | 3.2 | 6.2  | .519 | 0.0 | 0.3 | .143 | 1.0 | 1.2 | .833 | 0.4   | 0.8    | 1.3 | 2.0  | 1.3 | 0.2 | 0.7 | 1.1 | 7.5  |
| 1988-89   | 27   | Seattle SuperSonics | NBA  | 63  | 0   | 19.4 | 3.7 | 7.6  | .494 | 0.2 | 0.5 | .367 | 1.0 | 1.2 | .818 | 0.5   | 1.4    | 1.9 | 3.8  | 1.3 | 0.1 | 1.2 | 2.5 | 8.6  |
| 1989-90   | 28   | Seattle SuperSonics | NBA  | 65  | 18  | 22.8 | 4.7 | 9.2  | .506 | 0.1 | 0.5 | .250 | 2.0 | 2.4 | .828 | 0.7   | 1.1    | 1.8 | 3.3  | 1.0 | 0.1 | 1.2 | 2.5 | 11.4 |
| 1990-91   | 29   | Seattle SuperSonics | NBA  | 80  | 57  | 25.8 | 5.4 | 10.4 | .519 | 0.1 | 0.4 | .286 | 1.7 | 2.2 | .792 | 0.3   | 0.9    | 1.2 | 3.4  | 1.4 | 0.1 | 1.7 | 2.4 | 12.7 |
| 1991-92   | 30   | Los Angeles Lakers  | NBA  | 82  | 82  | 37.4 | 6.2 | 12.7 | .489 | 0.2 | 0.8 | .323 | 2.5 | 3.0 | .831 | 0.5   | 2.6    | 3.1 | 7.2  | 2.0 | 0.2 | 2.2 | 2.8 | 15.1 |
| 1992-93   | 31   | Los Angeles Lakers  | NBA  | 82  | 82  | 35.3 | 6.4 | 12.5 | .508 | 0.2 | 0.6 | .264 | 2.2 | 2.6 | .823 | 0.6   | 2.8    | 3.3 | 6.9  | 1.7 | 0.1 | 2.1 | 3.0 | 15.1 |
| 1993-94   | 32   | Los Angeles Lakers  | NBA  | 81  | 20  | 28.1 | 5.1 | 10.5 | .482 | 0.1 | 0.4 | .152 | 1.7 | 1.9 | .890 | 0.3   | 1.5    | 1.9 | 4.2  | 1.4 | 0.2 | 1.3 | 2.3 | 11.9 |
| 1994-95   | 33   | Los Angeles Lakers  | NBA  | 59  | 2   | 23.5 | 3.7 | 7.4  | .497 | 0.6 | 1.6 | .379 | 1.5 | 1.9 | .793 | 0.4   | 1.7    | 2.1 | 4.2  | 0.9 | 0.2 | 1.2 | 2.4 | 9.5  |
| 1995-96   | 34   | Los Angeles Lakers  | NBA  | 82  | 8   | 20.6 | 2.9 | 6.4  | .458 | 0.7 | 2.1 | .355 | 0.7 | 0.9 | .761 | 0.2   | 0.9    | 1.2 | 3.3  | 0.8 | 0.1 | 0.9 | 2.2 | 7.3  |
| 1996-97   | 35   | Houston Rockets     | NBA  | 21  | 0   | 15.9 | 1.3 | 3.5  | .378 | 0.4 | 1.0 | .400 | 0.3 | 0.4 | .750 | 0.2   | 0.9    | 1.1 | 1.9  | 0.7 | 0.1 | 0.6 | 1.4 | 3.3  |
| Total     |      |                     | NBA  | 951 | 304 | 23.6 | 4.1 | 8.5  | .485 | 0.2 | 0.7 | .293 | 1.4 | 1.7 | .815 | 0.4   | 1.4    | 1.8 | 3.8  | 1.2 | 0.1 | 1.4 | 2.3 | 9.8  |

### Playoffs
| Temporada | Edad | Equipo              | Liga | P  | MIN  | TCA | TC  | 3PA | 3P | TLA | TL  | R.OF. | REB | ASIS | ROB | TAP | PER | FP  | PTS | %TC  | %3P  | %FT   | MIN  | PTS  | REB | AST |
| 1983-84   | 22   | Philadelphia 76ers  | NBA  | 3  | 6    | 1   | 3   | 0   | 2  | 0   | 0   | 1     | 2   | 1    | 1   | 0   | 2   | 0   | 2   | .333 | .000 |       | 2.0  | 0.7  | 0.7 | 0.3 |
| 1984-85   | 23   | Philadelphia 76ers  | NBA  | 4  | 28   | 2   | 7   | 0   | 0  | 0   | 0   | 1     | 1   | 5    | 1   | 0   | 3   | 2   | 4   | .286 |      |       | 7.0  | 1.0  | 0.3 | 1.3 |
| 1985-86   | 24   | Philadelphia 76ers  | NBA  | 12 | 312  | 67  | 143 | 0   | 2  | 26  | 33  | 6     | 25  | 42   | 23  | 2   | 15  | 35  | 160 | .469 | .000 | .788  | 26.0 | 13.3 | 2.1 | 3.5 |
| 1986-87   | 25   | Chicago Bulls       | NBA  | 3  | 70   | 8   | 17  | 0   | 0  | 4   | 4   | 2     | 5   | 16   | 1   | 0   | 2   | 11  | 20  | .471 |      | 1.000 | 23.3 | 6.7  | 1.7 | 5.3 |
| 1987-88   | 26   | Seattle SuperSonics | NBA  | 5  | 80   | 14  | 34  | 0   | 1  | 4   | 4   | 2     | 11  | 11   | 1   | 0   | 5   | 7   | 32  | .412 | .000 | 1.000 | 16.0 | 6.4  | 2.2 | 2.2 |
| 1988-89   | 27   | Seattle SuperSonics | NBA  | 8  | 201  | 39  | 82  | 1   | 4  | 17  | 20  | 3     | 13  | 49   | 17  | 0   | 11  | 22  | 96  | .476 | .250 | .850  | 25.1 | 12.0 | 1.6 | 6.1 |
| 1990-91   | 29   | Seattle SuperSonics | NBA  | 5  | 136  | 30  | 56  | 4   | 11 | 9   | 10  | 1     | 8   | 17   | 5   | 0   | 8   | 14  | 73  | .536 | .364 | .900  | 27.2 | 14.6 | 1.6 | 3.4 |
| 1991-92   | 30   | Los Angeles Lakers  | NBA  | 4  | 162  | 24  | 46  | 2   | 3  | 9   | 12  | 0     | 8   | 17   | 2   | 0   | 11  | 11  | 59  | .522 | .667 | .750  | 40.5 | 14.8 | 2.0 | 4.3 |
| 1992-93   | 31   | Los Angeles Lakers  | NBA  | 5  | 205  | 39  | 89  | 3   | 13 | 9   | 12  | 3     | 17  | 40   | 13  | 1   | 12  | 19  | 90  | .438 | .231 | .750  | 41.0 | 18.0 | 3.4 | 8.0 |
| 1994-95   | 33   | Los Angeles Lakers  | NBA  | 1  | 11   | 1   | 4   | 0   | 2  | 0   | 0   | 0     | 0   | 2    | 1   | 0   | 0   | 2   | 2   | .250 | .000 |       | 11.0 | 2.0  | 0.0 | 2.0 |
| 1995-96   | 34   | Los Angeles Lakers  | NBA  | 4  | 57   | 4   | 18  | 2   | 11 | 0   | 0   | 1     | 3   | 4    | 2   | 0   | 3   | 4   | 10  | .222 | .182 |       | 14.3 | 2.5  | 0.8 | 1.0 |
| 1996-97   | 35   | Houston Rockets     | NBA  | 16 | 266  | 22  | 56  | 9   | 30 | 6   | 8   | 2     | 17  | 48   | 6   | 4   | 12  | 35  | 59  | .393 | .300 | .750  | 16.6 | 3.7  | 1.1 | 3.0 |
| Total     |      |                     | NBA  | 70 | 1534 | 251 | 555 | 21  | 79 | 84  | 103 | 22    | 110 | 252  | 73  | 7   | 84  | 162 | 607 | .452 | .266 | .816  | 21.9 | 8.7  | 1.6 | 3.6 |